# Амбенония хлорид
Амбенония хлорид — антихолинэстеразное лекарственное средство. Оксазил является симметричным бис-четвертичным аммониевым основанием, по строению близкое к прозерину, имеет большую активность и продолжительность действия (5-10 ч).

## Общая информация
Белый мелкокристаллический порошок. Гигроскопичен. Легко растворим в воде, растворим в спирте.

## Фармакологическое действие
Связывается с анионным центром фермента холинэстеразы и обратимо его блокирует. Препятствует гидролизу ацетилхолина, способствует его накоплению в окончаниях холинергических нервов, усиливает и удлиняет возбуждение м- и н-холинорецепторов. М-холиностимулирующее действие проявляется в повышении тонуса и сократительной активности гладких мышц бронхов, желудочно-кишечного тракта, матки, желчного и мочевого пузыря, усилении секреции пищеварительных, бронхиальных, потовых и слезных желез, сужении зрачков, спазме аккомодации, снижении внутриглазного давления, брадикардии, расширении кровеносных сосудов, снижении артериального давления. Накопление ацетилхолина в области н-холинорецепторов облегчает процесс синаптической передачи и улучшает нервно-мышечную проводимость (высокие концентрации оказывают противоположное действие). В больших дозах может вызывать тахикардию. Повышает выносливость и двигательную активность, увеличивает объем движений и мышечную силу. Начинает действовать через 0.5-1.5 ч, эффект продолжается до 5-10 ч.

## Фармакокинетика
Эффективен при приеме внутрь. Плохо проходит через гистогематические барьеры.

## Показания
Применяют при миастении, двигательных нарушениях. связанных с перенесённым менингитом или энцефалитом, в восстановительном периоде полиомиелита, при боковом амиотрофическом склерозе, после травм центральной нервной системы, при периферических параличах лицевого нерва.

## Противопоказания
Гиперчувствительность, предшествующий прием деполяризующих миорелаксантов (суксаметоний, декаметоний); ирит, бронхиальная астма, стенокардия, обтурационная кишечная непроходимость; спазм органов желудочно-кишечного тракта, желчных и мочевыводящих путей; миотония, паркинсонизм, эпилепсия, гиперкинезы, тиреотоксикоз, послеоперационные шоковые кризы, беременность, период лактации.

### C осторожностью
Артериальная гипотензия, хроническая сердечная недостаточность, острый инфаркт миокарда, язвенная болезнь желудка и 12-перстной кишки, брадикардия, сахарный диабет.

## Режим дозирования
Назначают внутрь (после еды) в виде таблеток по 0,005 г (5 мг). При миастении начинают с приёма 1 таблетки, затем дозу постепенно увеличивают (прибавляя по 1 мг), наблюдая за эффективностью и переносимостью препарата. Обычно разовая доза (для взрослых) 0,01 г (2 таблетки), однако некоторые больные нуждаются в более высоких дозах (3—4 таблетки). Детям препарат назначают в меньших дозах в зависимости от возраста. В легких случаях заболевания оксазил применяют 1—2 раза в сутки, в тяжелых — 5—6 раз. Промежутки между приемами во избежание кумуляции должны быть не менее 4 ч. При приеме препарата перед сном его эффект в связи с длительностью действия часто сохраняется до утра.
Признаки действия оксазила (увеличение объёма движений и мышечной силы, улучшение двигательной активности, ощущение легкости и др.) проявляются обычно через 0,5—1,5 ч после приёма. Эффект после однократного приёма продолжается до 5—10 ч и более, что превышает длительность действия прозерина (в среднем 2 ч после однократного приёма).
При лечении двигательных нарушений, являющихся последствием полиомиелита, оксазил применяют в комплексе с другими мероприятиями (лечебная гимнастика, физиотерапия, бальнеологическое лечение и др.) как в раннем, так и в позднем восстановительном периоде.
При двигательных нарушениях после менингита, энцефалита, травм центральной нервной системы, при параличах лицевого нерва и при других двигательных нарушениях назначают, начиная с 0,005 г (5 мг) 2—3 раза в день, меняя дозу в зависимости от эффекта и переносимости. Курс лечения в среднем 2—3 нед. Детям до 10 лет назначают по 0,001 г (1 мг) на 1 год жизни в сутки (в 2—3 приёма).
Высшие дозы для взрослых внутрь: разовая 0,025 г (25 мг), суточная 0,05 г (50 мг).

## Форма выпуска
Форма выпуска: таблетки по 0,001 г (1 мг); 0,005 г (5 мг) и 0,01 г (10 мг).

## Хранение
Список А. В хорошо укупоренной таре, предохраняющей от действия света.